# Xanthia algirica
Xanthia algirica là một loài bướm đêm trong họ Noctuidae.